# 厉德馨
厉德馨（1924年1月—2012年4月17日），男，江苏淮阴人，中华人民共和国政治人物。曾任中共浙江省委常委，中共杭州市委书记，浙江省政协副主席。
任内强力推进西湖“还湖于民”。